# Чатем (округ, Северная Каролина)
Округ Чатем (англ. Chatham County) располагается в штате Северная Каролина, США. Официально образован в 1771 году. По состоянию на 2010 год, численность населения составляла 63 505 человек.

## География
По данным Бюро переписи США, общая площадь округа равняется 1836,312 км2, из которых 1768,972 км2 суша и 67,340 км2 или 3,690 % это водоёмы.

## Население
По данным переписи населения 2010 года в округе проживает 63 505 жителей в составе 24 877 домашних хозяйств и 0 семей. Плотность населения составляет 36,00 человек на км2. На территории округа насчитывается 28 753 жилых строений, при плотности застройки около 18,00-ти строений на км2. Расовый состав населения: белые — 76,00 %, афроамериканцы — 13,20 %, коренные американцы (индейцы) — 0,50 %, азиаты — 1,10 %, гавайцы — 0,00 %, представители других рас — 7,10 %, представители двух или более рас — 1,90 %. Испаноязычные составляли 13,00 % населения независимо от расы.
В составе 19 741,00 % из общего числа домашних хозяйств проживают дети в возрасте до 18 лет, 18,00 % домашних хозяйств представляют собой супружеские пары проживающие вместе, 56,30 % домашних хозяйств представляют собой одиноких женщин без супруга, 10,00 % домашних хозяйств не имеют отношения к семьям, 24,50 % домашних хозяйств состоят из одного человека, 10,00 % домашних хозяйств состоят из престарелых (65 лет и старше), проживающих в одиночестве. Средний размер домашнего хозяйства составляет 2,47 человека, и средний размер семьи 2,91 человека.
Возрастной состав округа: 0,00 % моложе 18 лет, 0,00 % от 18 до 24, 0,00 % от 25 до 44, 0,00 % от 45 до 64 и 0,00 % от 65 и старше. Средний возраст жителя округа 39 лет. На каждые 100 женщин приходится 96,80 мужчин. На каждые 100 женщин старше 18 лет приходится 93,80 мужчин.
Средний доход на домохозяйство в округе составлял 0 USD, на семью — 0 USD. Среднестатистический заработок мужчины был 0 USD против 0 USD для женщины. Доход на душу населения составлял 29 991 USD. Около 12,20 % семей и 0,00 % общего населения находились ниже черты бедности, в том числе — 0,00 % молодежи (тех, кому ещё не исполнилось 18 лет) и 0,00 % тех, кому было уже больше 65 лет.